# Mahindra Group
Mahindra Group er et indisk multinationalt konglomerat med hovedkvarter i Mumbai. De er tilstede i over 100 lande. Forretningerne omfatter luftfart, jordbrug, bilindustri, entreprenørmaskiner, forsvarsindustri, energi, landbrugsmaskiner, finans og forsikring, industriudstyr, informationsteknologi, fritid, logistik, ejendom, detailhandel og uddannelse.  Koncernens flagship-virksomhed er køretøjsfabrikanten Mahindra & Mahindra.